# Samuel Oppenheim
Samuel Oppenheim (19. listopadu 1857, Brušperk na Moravě - 15. srpna 1928, Vídeň) byl česko-rakouský astronom.

## Život
V roce 1875 Oppenheim začal studovat matematiku, fyziku a astronomii ve Vídni a v roce 1880 vykonal zkouška učitelské způsobilosti.
V letech 1881 až 1887 pracoval na vídeňské observatoři a v letech 1888 až 1896 na soukromé Kuffnerově observatoři, rovněž ve Vídni. Doktorát získal v roce 1884 a habilitoval se v teoretické astronomii v roce 1899. Po pedagogickém působení v Praze byl od roku 1911 řádným profesorem astronomie na Vídeňské univerzitě.
Oppenheim primárně zkoumal nebeskou mechaniku, zvláště pohyby komet, gravitaci, jev precese a kinematiku a statistiku hvězd. Byl spolueditorem Encyklopedie matematických věd.
Jeho dcera Hilde byla novinářka, překladatelka a historička. Byla druhou manželkou Johanna Kopleniga. 

## Spisy
- S. Oppenheim: Astronomie. In: Encyklopädie der mathematischen Wissenschaften mit Einschluss ihrer Anwendungen. Band 6.2.1, 1922 (Online).
- S. Oppenheim: Astronomie. In: Encyklopädie der mathematischen Wissenschaften mit Einschluss ihrer Anwendungen. Band 6.2.2, 1922 (Online).